# Rana tsushimensis
Rana tsushimensis es una especie de anfibio anuro de la familia Ranidae.

## Distribución geográfica
Esta especie es endémica de la isla Tsushima en Japón.

## Taxonomía
Esta especie se considera a veces como una subespecie de Rana amurensis, pero este no es el caso, ya que las reproducciones artificiales entre Rana tsushimensis y Rana coreana dan como resultado híbridos no viables.

## Descripción
Rana tsushimensis mide de 31 a 37 mm para los machos y de 37 a 44 mm para las hembras. Su piel es granular en la parte superior y su color general es marrón.

## Etimología
El nombre de la especie está compuesto de tsushim[a] y del sufijo latino -ensis que significa "que vive, que habita", y le fue dado en referencia al lugar de su descubrimiento, la Isla Tsushima.

## Publicación original
- Stejneger, 1907 : Herpetology of Japan and adjacent Territory. United States National Museum Bulletin, vol. 58, p. 1-577[4]